# Frederick Fortune
Frederick Fortune (n. 1 aprilie 1921, Lake Placid, North Elba⁠(d), New York, SUA – d. 20 aprilie 1994, Burlington, Vermont, SUA) a fost un bober ce a reprezentat Statele Unite ale Americii, medaliat olimpic. A participat la 2 ediții ale Jocurilor Olimpice (1948, 1952) în care a câștigat o medalie de bronz.